# Apleurotropis thaelmanni
Apleurotropis thaelmanni är en stekelart som beskrevs av Girault 1934. Apleurotropis thaelmanni ingår i släktet Apleurotropis och familjen finglanssteklar. Inga underarter finns listade i Catalogue of Life.